# LAG (motorfietsmerk)
LAG is een historisch motorfietsmerk.
De bedrijfsnaam was : Liesinger Motorenfabrik AG, Liesing bei Wien.
LAG was een Oostenrijks merk dat eerst (vanaf 1923) 118- en 148cc-clip-on motoren produceerde, later ook motorfietsen met 346- en 496cc-JAP-motor. Daarnaast bouwde men 246cc-tweetakten, vanaf 1927 uitsluitend 346cc-kamzuiger-tweetakten. LAG werd een van de bekendste merken in Oostenrijk, maar in 1928 eindigde de productie.